# Latorcai János
Latorcai János (Békés, 1944. május 9. –) magyar gépészmérnök, politikus. 1993 és 1994 között ipari és kereskedelmi miniszter, 1994-től országgyűlési képviselő, 2010-től az Országgyűlés alelnöke.

## Életpályája
1962-ben érettségizett Mezőtúron, majd az esztergomi Felsőfokú Vegyipari Gépészeti Technikumban tanult, ahol 1965-ben vegyipari technikusi képesítést szerzett. Ezután a Nehézipari Műszaki Egyetemen tanult, ahol 1971-ben gépészmérnöki diplomát szerzett. 1976-ban doktorált.
1965-ben a Textilipari Kutatóintézet tudományos munkatársa lett, majd 1971-ben az Élelmiszeripari Főiskolán tanársegédi állást kapott. 1975-től a Munkaügyi Minisztérium tudományos munkatársa, majd osztályvezető-helyettese volt. 1976-tól 1992-ig a Budapesti Műszaki Egyetem adjunktusa volt. 1989-től a FÉG szolgáltató leányvállalatánál dolgozott főmérnökként, majd a FÉG gyártásfejlesztési főmérnöke, később vezérigazgató-helyettese, majd annak vezérigazgatója. 1991-től az Ipari és Kereskedelmi Minisztérium ipargazdasági, majd 1992-től iparpolitikai főosztályának vezetője volt. 1991-től tagja a Rába Rt. vállalati tanácsának, majd egy ideig igazgatósági elnöke volt a cégnek.
1993-ban lépett be a KDNP-be. 1993 februárjában Szabó Iván utódjaként ipari és kereskedelmi miniszterré nevezték ki Antall József akkori miniszterelnök kormányába. Posztját Boross Péter miniszterelnöksége alatt is megtartotta. Az 1994-es országgyűlési választáson pártja országos listájáról szerzett mandátumot. Az ez évi önkormányzati választáson a polgári oldal főpolgármester-jelöltje. A gazdasági bizottság alelnökeként tevékenykedett. 1994-ben a KDNP alelnökévé választották, majd 1995-ben a párt országos választmányának elnökévé választották. 1997-ben több párttársával együtt megalapítója az MKDSZ-nek, ami miatt kizárják pártjából és frakciójából, valamint az akkori Házszabály rendelkezése miatt elvesztette bizottsági tagságát is. Rövid független képviselői tevékenység után csatlakozott a Fidesz-frakcióhoz, annak egyik helyettes vezetője lett. Új frakciója javaslatára újra a gazdasági bizottság alelnöke lett.
Az 1998-as országgyűlési választáson a Fidesz jelöltjeként az Esztergom központú választókerületben szerzett egyéni mandátumot. Az őszi önkormányzati választáson újra a polgári pártok főpolgármester-jelölje, de ezúttal is alulmarad Demszky Gáborral szemben. A Fidesz-frakció helyettes vezetője és a gazdasági bizottság elnöke volt. 1998 és 2002 között kétszer próbálta elérni, hogy Esztergom megkapja a megyei jogú város rangot. A 2002-es országgyűlési választáson a Fidesz és az MDF Komárom-Esztergom megyei területi listájáról szerzett mandátumot. A gazdasági bizottság alelnöke volt.
2002-ben az újjáalakult KDNP alelnökévé választották, 2003 óta az országos választmány elnöke. 2006-ban a Fidesz és a KDNP közös országos listájáról szerzett mandátumot, 2010-ben pedig a Békés megyei területi listáról. 2010-ben az Országgyűlés egyik alelnökévé választották.
Több civil egyesület tagja.

## Kötetei
- Gépészeti alapismeretek 1/1.; Mezőgazdasági, Budapest, 1973
- Gépészeti alapismeretek 2. Mechanika 1-2.; Mezőgazdasági, Budapest, 1973
- Szólni, tenni kell!; KDNP Országgyűlési Képviselőcsoportja, Budapest, 2008 (Kereszténység és közélet)
- A tudás és a felelősség erejével; KDNP Országgyűlési Képviselőcsoportja, Budapest, 2014 (Kereszténység és közélet)
- Szóval és tettel. Prof. Dr. Latorcai János beszédei; KDNP Országgyűlési Képviselőcsoportja, Budapest, 2018 (Kereszténység és közélet)
- Nem lehet feledni. Prof. Dr. Latorcai János beszédei; Barankovics István Alapítvány–KDNP, Budapest, 2020 (Kereszténység és közélet)
- Gondolatok a kereszténydemokráciáról és Európa jövőjéről; Barankovics István Alapítvány, Budapest, 2021

## Családja
Nős, felesége közgazdász és ikonfestő. Két felnőtt gyermek édesapja, nagyobbik fia Latorcai Csaba, a Közigazgatási és Területfejlesztési Minisztérium parlamenti államtitkára és miniszterhelyettese, a KDNP ügyvezető alelnöke.

## Díjak
- A Magyar Érdemrend középkeresztje (2020)[2]

## Külső hivatkozások
- Adatlapja az Országgyűlés honlapján
- Latorcai János életrajza a KDNP honlapján
- Latorcai János, dr. szócikk. Kereszténydemokrácia Tudásbázis, Barankovics István Alapítvány. barankovics.hu (Hozzáférés: 2015. április 14.) arch